# 圭表

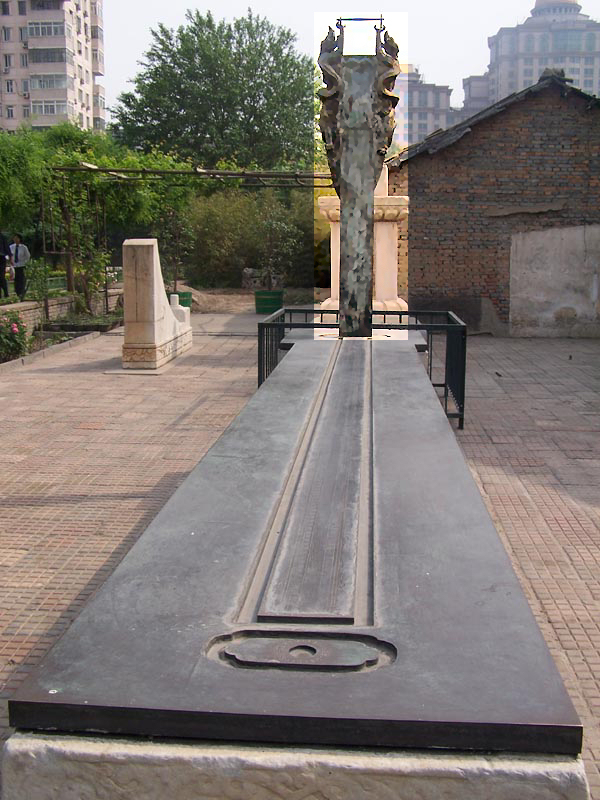
陈列在北京古观象台的圭表。原件为明朝仿元朝郭守敬圭表所制，现古观象台内的石制底座为原件，其上的铜圭表为1983年复制，铜圭表原件现存紫金山天文台

圭表是中国古代根据日影长度变化测定季节、划分四季和推算历法的工具。圭表由“圭”和“表”组成，表是一根垂直立于地面的杆或柱；圭是一根平贴地面而垂直于立杆或立柱的水平标尺，指向正北。正午，“表”的日影落在“圭”的刻度上，根据表影的长度可以测定节气，推算历法等。比如可以通过测量两次正午时（12点整）表影长度最长时刻（冬至点）的时间间隔（两个冬至点之间的时间间隔），确定一年的长度。通过测量正午表影长度确定冬至、夏至，进而推算回归年长度。

## 郭守敬的改良
中国元朝的郭守敬所制作的高表就是將圭表增長增高設計而成的。
此前圭表使用起来会遇到几个困难。首先，表影边缘不清晰。阴影越靠近边缘，颜色越淡，到底影子的尽头在什么位置，很难判断。影子的边界不清，影长就测量不准。其次，测量影长的技术欠精密。古代量长度的尺，一般只能量到分，往下可以估计到厘，即十分之一分。按照传统方法，测量冬至影长，如果量错一分，按此推算出来的冬至时刻就会有一个或半个时辰的误差。中国古代将一日分成12个时辰，一个时辰合如今所说的两小时。所以这在天文历法上是很大的误差。最后，圭表只能观测日影，不能观测月影和星影。

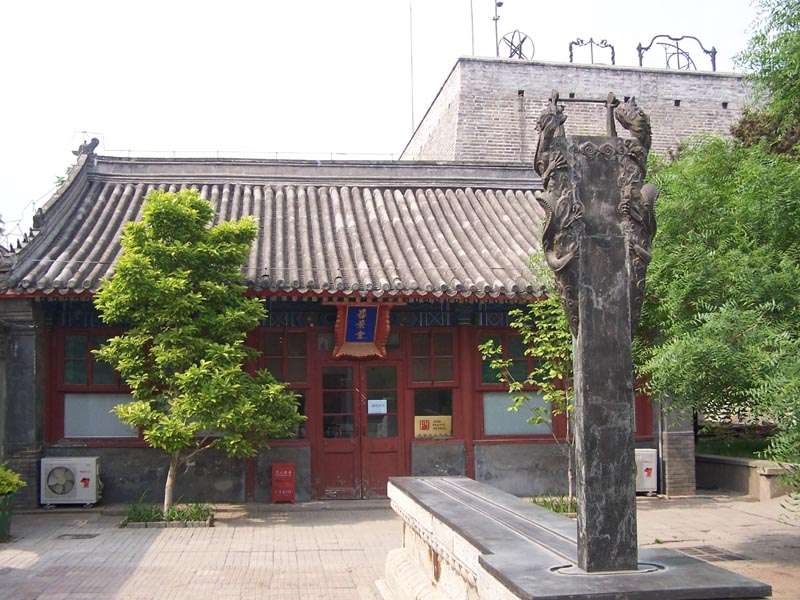
北京古观象台的圭表。表上方有横梁

面对这些困难，唐宋以来，科学家们想过许多办法，但始终没有解决好。郭守敬在困难面前没有退缩。他从分析产生困难的原因入手，然后针对各个原因，分别寻找对策，逐一解决困难。
前代圭表的“表”仅高八尺，表影很短，表影边缘模糊，测量错一点，实际误差很大。郭守敬设计的圭表，称为“高表”，就是把表竿增高至40尺，提高到五倍，因而观测时的表影也加长到五倍。表影加长了，相对于表影长度而言，边缘不清造成的误差就相应缩减了占表影长度的比例，测量的数据便精确多了，按此例推算节气的误差也就明显减少了。另外，高表顶部还架设了一根横梁，这也有助于识别表影边缘。
高表还不能彻底解决表影边缘清晰度的问题。郭守敬于是创造了一个称为“景符”的辅助仪器，用来提高测量的效果。景符，即影符。它是一片四寸长、二寸宽的铜叶，正中开一个针孔那样的小洞。铜叶的一端用枢纽接在一个二寸见方的框子边上；另一端用小棍支撑起来，就跟箱子盖那样可以自由启闭，以便调节其倾斜度。将景符放置在圭面上，正对太阳，日光通过小孔，射到圭面上，就会形成一个极微小的太阳像，非常明亮。测量正午日影时，先将景符放在圭面上影端旁边，使符面垂直于日光，然后前后移动景符，使太阳、高表顶部横梁与符上小孔三者正好处在同一条直线上，那么，圭面上所显露出的太阳像跟米粒大小，亮晶晶的，中间有一条细如发丝的横梁影子，立刻记下它的位置，就可以测量日影的长度了。这是利用针孔成像的办法，使高表横梁在日光下所投虚影成为精确实像，测得的表影长度比以前圭表测影要精确得多。